# Pedostibes
Pedostibes là một chi động vật lưỡng cư trong họ Bufonidae, thuộc bộ Anura. Chi này có 5 loài và 20% bị đe dọa hoặc tuyệt chủng.

## Hình ảnh

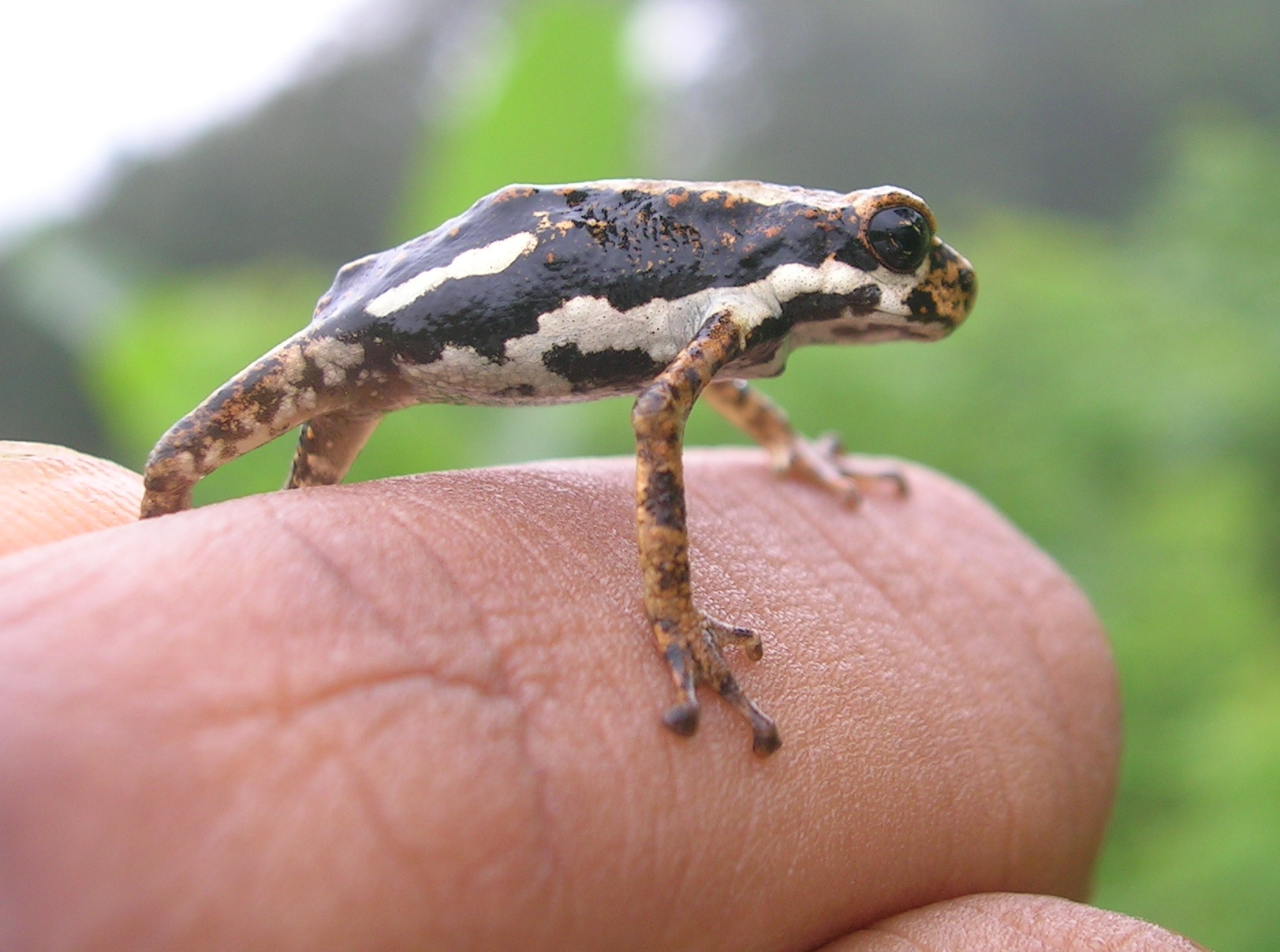
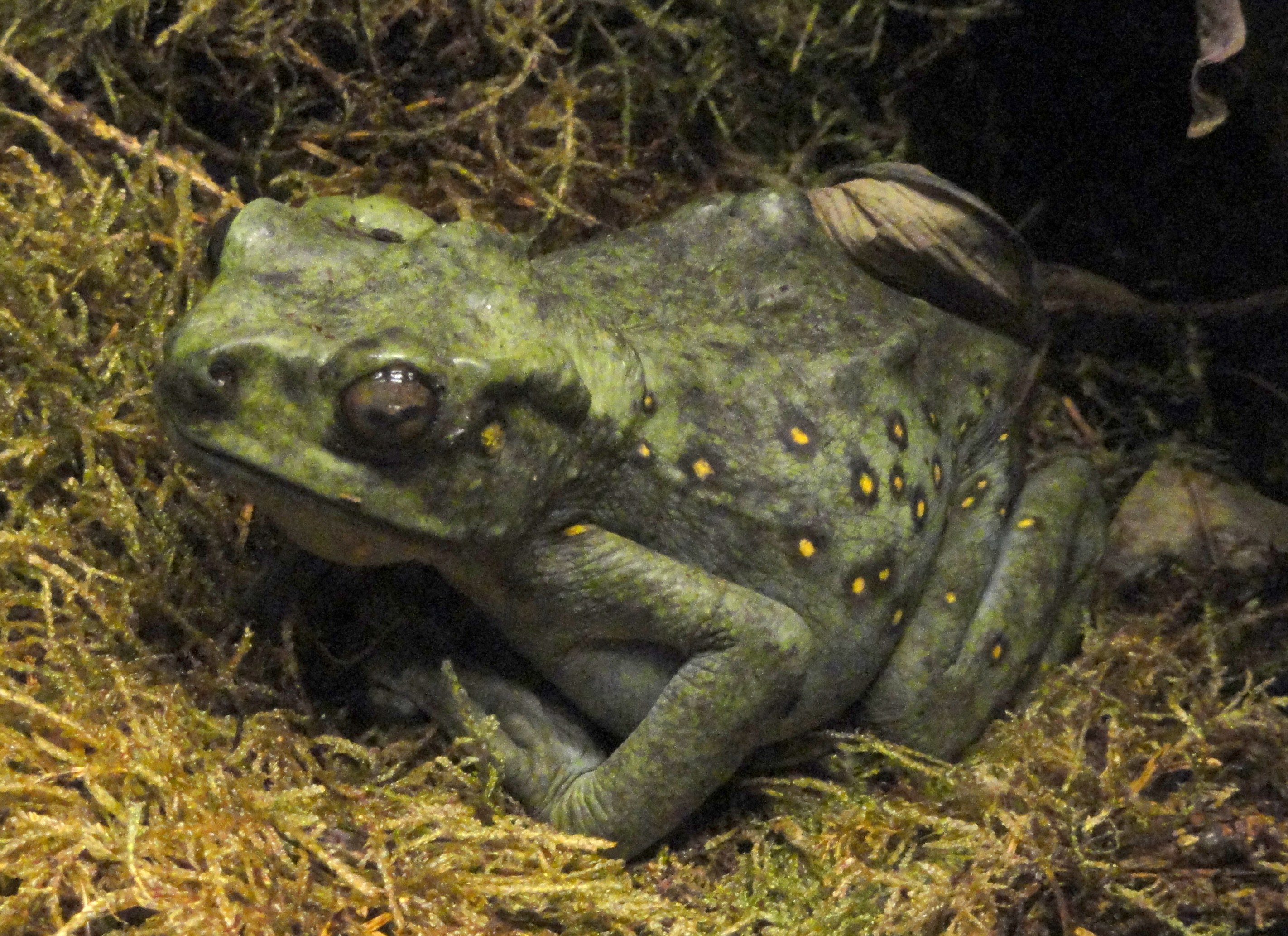